# 大阪府道199号西鳳東線
大阪府道199号西鳳東線（おおさかふどう199ごう にしおおとりひがしせん）は、大阪府堺市東区から堺市西区に至る一般府道である。

## 概要
堺市東区日置荘西町3丁から堺市西区鳳東町6丁に至る。

### 路線データ
- 起点：大阪府堺市東区日置荘西町3丁（大阪府道35号堺富田林線交点）
- 終点：大阪府堺市西区鳳東町6丁（鳳東町交差点、大阪府道28号大阪高石線旧道上、大阪府道30号大阪和泉泉南線交点）

## 路線状況

### 重複区間
- 大阪府道28号大阪高石線旧道（堺市中区深井北町・中深井交番前交差点 - 堺市西区鳳東町・鳳東町交差点（終点））

### 道路施設

#### 橋梁
- 家原橋（石津川、堺市西区、大阪府道28号大阪高石線旧道重複区間内）

## 地理

### 通過する自治体
- 大阪府
  - 堺市（東区 - 中区 - 西区）

### 交差する道路
| 交差する道路                                                          | 市町村名 | 市町村名 | 交差する場所            | 交差する場所        |
| --------------------------------------------------------------------- | -------- | -------- | ----------------------- | ------------------- |
| 大阪府道35号堺富田林線                                                | 堺市     | 東区     | 日置荘西町3丁           | 起点                |
| 国道310号                                                             | 堺市     | 中区     | 大野芝町                | 大野芝交差点        |
| 大阪府道197号深井畑山宿院線                                           | 堺市     | 中区     | 土師町（はぜちょう）2丁 | 土師町交差点        |
| 大阪府道34号堺狭山線                                                  | 堺市     | 中区     | 深井中町                | 深井中町交差点      |
| 大阪府道28号大阪高石線 / 旧道 重複区間起点                            | 堺市     | 中区     | 深井北町                | 中深井交番前交差点  |
| 大阪府道・和歌山県道61号堺かつらぎ線                                  | 堺市     | 西区     | 家原寺町1丁             | 大池前交差点        |
| 大阪府道28号大阪高石線 / 旧道 重複区間終点 大阪府道30号大阪和泉泉南線 | 堺市     | 西区     | 鳳東町6丁               | 鳳東町交差点 / 終点 |

### 交差する鉄道
- 南海電鉄 高野線
- 南海電鉄 泉北線

### 沿線
- 南海高野線 初芝駅
- 堺市立東図書館分館
- 堺市立日置荘西小学校
- 堺市立東百舌鳥小学校
- 堺市立深井中央中学校
- 初芝体育館
- 出雲大社大阪分祠
- 大阪府立東百舌鳥高等学校
- 家原寺
- 家原大池
- 阪和鳳自動車学校
- 西区役所